# Центроїд

Центроїд трикутника

Центро́їд або барице́нтр (англ. Centroid) — центральна точка многокутника, яку використовують для поєднання графічної та атрибутивної інформації. Центроїд може бути математично обчислений, (як центр тяжіння фігури). Центроїд повинен завжди лежати в середині многокутника.
Центроїд для деякого об'єкта X в n-вимірному просторі — це перетин всіх гіперплощин, які ділять X на дві частини з рівним моментом відносно гіперплощини. Простіше кажучи, це «середина» всіх точок X.
Центроїд збігається з центром мас, якщо об'єкт має однорідну густину або якщо форма об'єкта і його густина мають симетрію, яка строго визначена центроїдом. Така умова є достатньою, але не обов'язковою.
Центроїд скінченної множини точок може бути обчислений, як середнє арифметичне кожної координати цих точок.
В географії, центроїд деякої території на земній поверхні відомий, як географічний центр.
Центроїд опуклої множини завжди лежить на об'єкті. Неопукла множина може мати центроїд, який розташований за межами фігури. Центроїд кільця чи, наприклад, якоїсь посудини лежить в центральній пустоті.